# Loď (architektura)

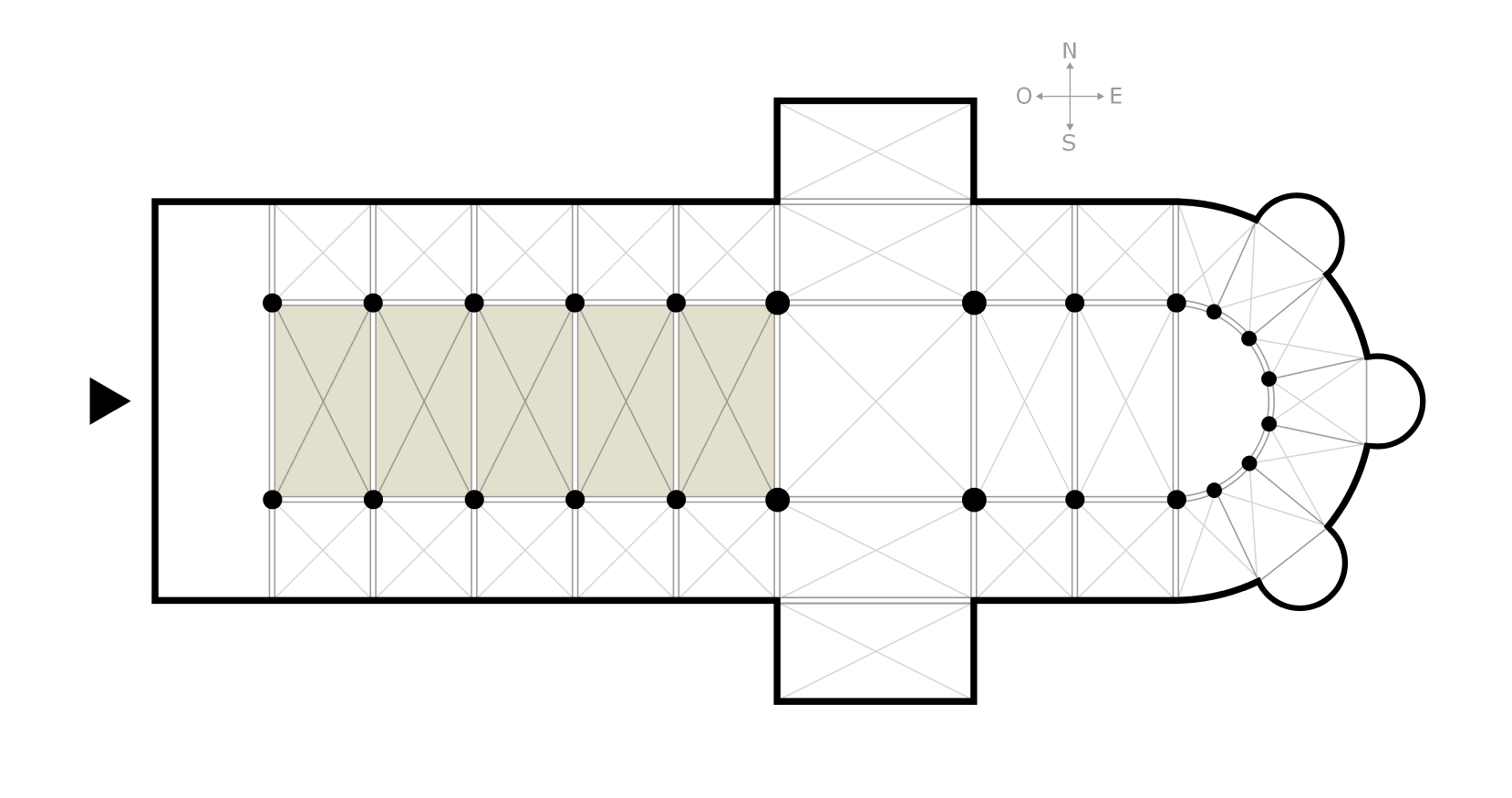
Šedou barvou je v půdorysu chrámu vyznačeno umístění hlavní lodě. Po stranách hlavní lodě jsou lodě boční, kolmo na hlavní loď je příčná loď neboli transept

Chrámová loď v architektuře označuje prostor v kostele mezi vstupem a kněžištěm určený pro shromáždění věřících. Termínem loď se mohou označovat i jiné obdobné prostory připomínající chrámovou loď.

## Typy lodí
Nejčastěji se jedná o podlouhlý prostor se stropem plochým nebo (častěji) zaklenutý klenbami. Podlouhlá není loď u staveb na centrálním půdorysu, například rotunda má loď kruhovou.
Pokud má prostor více lodí než jednu, rozlišuje se, zda se jedná o stejně vysoké lodi (halový kostel) nebo zda má střední hlavní loď a boční lodě, které od sebe bývají zpravidla odděleny řadou sloupů či pilířů tvořících arkádu. Kostely se rozlišují podle počtu rovnoběžných lodí na jednolodní, dvojlodí, trojlodí a vícelodí, například pětilodí.
Loď, která je kolmá na ostatní lodě, se nazývá příčná loď nebo transept. Místo, kde se lodě protínají, se nazývá křížení.

## Převýšená loď

Řez pětilodní bazilikou s převýšenou hlavní lodí

Je-li hlavní loď vyšší než boční lodě a v její převýšené části jsou (nad střechou bočních lodí) prolomena tzv. bazilikální okna, nazýváme stavbu bazilikou a mluvíme o tzv. bazilikálním uspořádání. Pokud není hlavní loď vyšší o takový úsek zdiva, aby bylo možné (vzhledem k existenci krovů nad bočními loděmi) prolomit okna, mluvíme o nepravé bazilice nebo pseudobazilice. Pokud jsou všechny lodě stejně vysoké, mluvíme o síňovém nebo halovém uspořádání.

## Civilní architektura
Termín „loď“ se v architektuře používá většinou pro sakrální prostory, například kostely, ovšem ne výhradně. Možné je například použití tohoto termínu i u jiných (většinou historických) staveb, například u masných krámů, pivovarů nebo rozsáhlých sklepů. Též se používá zcela běžně u stanic metra.